# Mã mở đầu
Mã mở đầu là codon đầu tiên của RNA thông tin (mRNA) được dịch mã bởi ribosome. Các mã mở đầu luôn luôn mã hóa cho methionine trong sinh vật nhân chuẩn và Met được biến đổi (fMet) trong ở sinh vật nhân sơ. Codon bắt đầu phổ biến nhất là AUG.
Các mã mở đầu thường đứng sau một vùng 5' không được dịch (5' UTR). Ở bọn nhân sơ, vùng này bao gồm các vị trí liên kết ribosome (RBS).

## Các mã mở đầu thay đổi
Các mã bắt đầu thay thế là các mã mở đầu khác với codon AUG tiêu chuẩn và được tìm thấy ở cả hai loại sinh vật nhân sơ (vi khuẩn) và sinh vật nhân chuẩn. Các codon khởi đầu thay thế vẫn được dịch mã là Met khi chúng bắt đầu đợc tổng hợp protein (ngay cả khi codon đó mã hóa một amino acid khác). Điều này là do một RNA vận chuyển (tRNA) riêng biệt  được sử dụng để bắt đầu dịch mã.
Các chương trình tin sinh học thường cho phép các codon khởi đầu thay thế khi tìm kiếm các gen mã hóa protein.

### Sinh vật nhân chuẩn
Các codon khởi đầu thay thế (khác AUG) là rất hiếm trong hệ gen nhân chuẩn. Tuy nhiên, các codon bắt đầu khác AUG xảy ra tự nhiên đã được ghi nhận tại một số mRNA tế bào. Bảy trong số chín thay thế nucleotide đơn có thể có ở codon khởi đầu AUG của enzyme dihydrofolate reductase có chức năng như các điểm bắt đầu dịch mã ở các tế bào động vật có vú. Ngoài con đường Met-tRNA với codon AUG kinh điển, các tế bào động vật có vú có thể bắt đầu dịch với leucine bằng cách sử dụng một leucyl-tRNA đặc biệt dịch mã cho codon CUG..
Hệ gen ty thể (và nhân sơ) sử dụng mã bắt đầu thay thế đáng kể hơn (AUA và AUU ở người và chủ yếu là GUG và UUG ở bọn nhân sơ).

### Sinh vật nhân sơ
E. coli sử dụng 83% AUG (3542/4284), 14% (612) GUG, 3% (103) UUG  và một hoặc hai codon khác (ví dụ, AUU hoặc có thể là CUG).
Các vùng mã hóa nổi tiếng mà không dùng codon khởi đầu AUG có thể kể đến như gen lacI (GUG) và lacA (UUG)  trong operon lac ở E. coli. Hai nghiên cứu gần đây đã độc lập cho thấy rằng 17 codon khởi đầu không phải AUG có thể bắt đầu dịch mã ở E. coli.

## Bảng mã di truyền tiêu chuẩn
| Tính chất hóa sinh của Axit amin | không phân cực | phân cực | base | acid |  | Kết thúc: codon dừng |

| base đầu tiên | base thứ hai | base thứ hai          | base thứ hai | base thứ hai      | base thứ hai | base thứ hai          | base thứ hai | base thứ hai       | base thứ ba |
| base đầu tiên | U            | U                     | C            | C                 | A            | A                     | G            | G                  | base thứ ba |
| ------------- | ------------ | --------------------- | ------------ | ----------------- | ------------ | --------------------- | ------------ | ------------------ | ----------- |
| U             | UUU          | (Phe/F) Phenylalanine | UCU          | (Ser/S) Serine    | UAU          | (Tyr/Y) Tyrosine      | UGU          | (Cys/C) Cysteine   | U           |
| U             | UUC          | (Phe/F) Phenylalanine | UCC          | (Ser/S) Serine    | UAC          | (Tyr/Y) Tyrosine      | UGC          | (Cys/C) Cysteine   | C           |
| U             | UUA          | (Leu/L) Leucine       | UCA          | (Ser/S) Serine    | UAA[B]       | Stop (Ochre)          | UGA[B]       | Stop (Opal)        | A           |
| U             | UUG          | (Leu/L) Leucine       | UCG          | (Ser/S) Serine    | UAG[B]       | Stop (Amber)          | UGG          | (Trp/W) Tryptophan | G           |
| C             | CUU          | (Leu/L) Leucine       | CCU          | (Pro/P) Proline   | CAU          | (His/H) Histidine     | CGU          | (Arg/R) Arginine   | U           |
| C             | CUC          | (Leu/L) Leucine       | CCC          | (Pro/P) Proline   | CAC          | (His/H) Histidine     | CGC          | (Arg/R) Arginine   | C           |
| C             | CUA          | (Leu/L) Leucine       | CCA          | (Pro/P) Proline   | CAA          | (Gln/Q) Glutamine     | CGA          | (Arg/R) Arginine   | A           |
| C             | CUG          | (Leu/L) Leucine       | CCG          | (Pro/P) Proline   | CAG          | (Gln/Q) Glutamine     | CGG          | (Arg/R) Arginine   | G           |
| A             | AUU          | (Ile/I) Isoleucine    | ACU          | (Thr/T) Threonine | AAU          | (Asn/N) Asparagine    | AGU          | (Ser/S) Serine     | U           |
| A             | AUC          | (Ile/I) Isoleucine    | ACC          | (Thr/T) Threonine | AAC          | (Asn/N) Asparagine    | AGC          | (Ser/S) Serine     | C           |
| A             | AUA          | (Ile/I) Isoleucine    | ACA          | (Thr/T) Threonine | AAA          | (Lys/K) Lysine        | AGA          | (Arg/R) Arginine   | A           |
| A             | AUG[A]       | (Met/M) Methionine    | ACG          | (Thr/T) Threonine | AAG          | (Lys/K) Lysine        | AGG          | (Arg/R) Arginine   | G           |
| G             | GUU          | (Val/V) Valine        | GCU          | (Ala/A) Alanine   | GAU          | (Asp/D) Aspartic acid | GGU          | (Gly/G) Glycine    | U           |
| G             | GUC          | (Val/V) Valine        | GCC          | (Ala/A) Alanine   | GAC          | (Asp/D) Aspartic acid | GGC          | (Gly/G) Glycine    | C           |
| G             | GUA          | (Val/V) Valine        | GCA          | (Ala/A) Alanine   | GAA          | (Glu/E) Axit glutamic | GGA          | (Gly/G) Glycine    | A           |
| G             | GUG          | (Val/V) Valine        | GCG          | (Ala/A) Alanine   | GAG          | (Glu/E) Axit glutamic | GGG          | (Gly/G) Glycine    | G           |

A  Các codon A U G đều mã hóa cho methionine và phục vụ như là một vị trí bắt đầu: AUG đầu tiêntrong một vùng mã hóa của mRNA là nơi dịch mã protein bắt đầu.
B ^ ^ ^  Cơ sở lịch sử cho việc chỉ định các codon kết thúc là amber, orche và opal(tên ba màu sắc) được mô tả trong tự truyện của Sydney Brenner 
 Brenner S. Một cuộc sống trong khoa học (2001) Published by Biomed Central Limited ISBN  0-9540278-0- 9 xem các trang 101-104 </ ref> và trong một bài viết lịch sử của Bob Edgar.